# Peter Heinrich Schmidt (Politiker)
Peter Heinrich Schmidt (* 12. August 1757 in Geisenheim; † 6. April 1819 in Rüdesheim am Rhein) war ein kurmainzischer Hofgerichtsrat und Mitglied des Nassauischen Landtags.

## Leben
Peter Heinrich Schmidt war ein Sohn des Niklas Schmidt (1731–1775), der beim Grafen von Ingelheim als Keller tätig war. Seine Mutter war Johanna Nebel († 1803).
Er war 30 Jahre lang im Staatsdienst als Justiz- und Kameralbeamter tätig. 1781 wurde er zum Amtsvogt im unteren Rheingau bestellt und 1797 zum kurmainzischen Hofgerichtsrat ernannt.
1818 wurde er aus der Gruppe der Gewerbetreibenden in die Zweite Kammer des Nassauischen Landtags gewählt.
Seine Wahlzeit lief bis zum 6. April 1819; er war nur im Jahre 1818 im Parlament anwesend.
Sein Nachfolger wurde Jacob Busch.